# Songs from the Silver Screen
Songs from the silver Screen es el cuarto álbum de estudio de la cantante estadounidense Jackie Evancho. El álbum fue lanzado el 2 de octubre de 2012.

## Información del disco
El álbum está compuesto por 12 temas usados en películas de "la pantalla grande". El álbum debutó en el puesto #7 del Billboard Top 200, #1 en el Billboard Classical Albums. Ha vendido 141.000 copias.
En mayo de 2012 Evancho Tuvo su segundo especial de PBS, titulado como Jackie Evancho: The music of the Movies

## Lista de canciones
| N.º   | Título                                                                   | Escritor(es)                                                           | Duración |  |
| 1.    | «Pure Imagination» (de Willy Wonka & the Chocolate Factory)              | Anthony Newley (canción) y Leslie Bricusse (letra)                     | 5:08     |  |
| 2.    | «The Music of the Night» (de El fantasma de la ópera (película de 2004)) | Andrew Lloyd Webber (canción) y Charles Hart y Richard Stilgoe (letra) | 5:03     |  |
| 3.    | «Can You Feel the Love Tonight» (de El rey león)                         | Elton John (canción) y Tim Rice (letra)                                | 4:22     |  |
| 4.    | «Reflection» (de Mulan)                                                  | Matthew Wilder (canción) y David Zippel (letra)                        | 4:26     |  |
| 5.    | «The Summer Knows» (de Verano del 42)                                    | Michel Legrand (canción) y Marilyn y Alan Bergman (letra)              | 4:19     |  |
| 6.    | «I See the Light» (de Tangled)                                           | Alan Menken (canción) y Glenn Slater (letra)                           | 4:22     |  |
| 7.    | «What a Wonderful World» (de Good Morning, Vietnam)                      | Bob Thiele (como George Douglas) y George David Weiss                  | 4:08     |  |
| 8.    | «Se (love theme)» (de Cinema Paradiso)                                   | Ennio y Andrea Morricone (canción) y Alessio de Sensi (letra)          | 3:28     |  |
| 9.    | «My Heart Will Go On» (de Titanic)                                       | James Horner (canción) y Will Jennings (letra)                         | 5:22     |  |
| 10.   | «Come What May» (de Moulin Rouge!)                                       | David Baerwald y Kevin Gilbert                                         | 4:52     |  |
| 11.   | «Some Enchanted Evening» (de South Pacific)                              | Rodgers y Hammerstein                                                  | 4:10     |  |
| 12.   | «When I Fall In Love» (de Sleepless in Seattle)                          | Victor Young (canción) y Edward Heyman (letra)                         | 4:37     |  |
| 54:17 |                                                                          |                                                                        |          |  |

| Target DVD (disco 2) |                                                      |          |  |
| N.º                  | Título                                               | Duración |  |
| 1.                   | «Pure Imagination»                                   | —        |  |
| 2.                   | «Can You Feel the Love Tonight»                      | —        |  |
| 3.                   | «Some Enchanted Evening»                             | —        |  |
| 4.                   | «What a Wonderful World»                             | —        |  |
| 5.                   | «My Heart Will Go On» (con Carolin Campbell, violín) | —        |  |
| 6.                   | «The Summer Knows» (con Jumaane Smith, trumpet)      | —        |  |
| 7.                   | «I See the Light» (con Jacob Evancho, tenor)         | —        |  |
| 8.                   | «Se»                                                 | —        |  |
| 9.                   | «The Music of the Night»                             | —        |  |
| 10.                  | «When I Fall In Love»                                | —        |  |
| 11.                  | «Come What May» (con The Canadian Tenors)            | —        |  |
| 12.                  | «Reflection»                                         | —        |  |

## Listas musicales
| Lista (2012)                                    | Mejor posición |
| ----------------------------------------------- | -------------- |
| Canadá (Canadian Albums Chart)                  | 22             |
| Japón (Japanese Albums Chart)                   | 141            |
| Estados Unidos (Billboard 200)                  | 7              |
| Estados Unidos (Billboard Top Classical Albums) | 1              |